# 조경태
조경태(趙慶泰, 1968년 1월 10일~)는 대한민국의 정치인이다. 제17~22대 국회의원이다.

## 생애
1968년 경상남도 고성군에서 태어나 부산에서 성장했다. 부산대학교 토목공학 학사, 석사, 박사 학위를 밟았다. 통합민주당에 입당하고 사하구 갑에 공천을 받아 제15대 총선에 출마하였으나 3위로 낙선하였다. 이후 민주당이 신한국당과 합당하여 한나라당을 창당할 때 한나라당에 참여하였다. 2000년 사하구 다대동으로 이사하며 다대동이 있는 사하구 을로 지역구를 바꿔서 한나라당에 공천을 신청했으나 탈락하자 새천년민주당에 입당하여 제16대 총선에 출마하였으나 다시 낙선하였다.
2004년 봄의 제17대 총선에서 당시 현역 의원이었던 박종웅이 한나라당 공천을 받지 못한 것에 항의하여 무소속으로 출마하여 야당 표가 분산된데 힘입어 부산 유일의 열린우리당 당선자가 되었으며, 2008년의 제18대 총선에서는 한나라당 후보와의 맞대결 속에서도 통합민주당 간판으로 재선에 성공하면서 지역주의 타파의 씨앗이 되었다는 평가를 받았다.
2012년 제19대 총선에서는 부산 부시장 출신인 새누리당의 안준태 후보를 누르고 3선에 성공하였다. 새누리당 계열의 강세 지역인 부산에서 3선에 성공한 것은 부산 도시철도 1호선의 다대포 연장을 초선 의원 시절 유치하는 등의 가시적 업적이 많다는 의견이 지배적이다. 조 국회의원이 유치한 1호선 다대포 구간은 2009년에 착공하여 2017년에 완공했다.
2010년 3월에는 정치자금법 위반으로 검찰에 기소되어 항소심까지 공민권 박탈형을 선고받은 김민석이 부산광역시장 경선 출마를 선언하자 김민석이 지역구 활동을 한 번도 하지 않은 것을 비판하면서 김정길 전 대한체육회장의 단수공천 의지를 천명했다.
2014년 새정치민주연합의 최고위원이었으나, 2015년 문재인 대표에 대한 강도 높은 비판을 이어가면서 결국 혁신위에 의해 징계처리를 받았다. 결국 2015년 12월 5일을 기하여 새정치민주연합 당원 자격 정지 처분을 받은 조 국회의원은 탈당한 19명의 의원들에 이어 마침내 2016년 1월 19일 새정치민주연합을 탈당했다. 
새누리당과 국민의당은 조 국회의원에게 입당을 제안하였고, 2016년 1월 21일에 조 국회의원은 16년만에 새누리당에 복당하였다. 이후 제20대 국회의원 선거에서 새누리당 후보로 사하구 을 선거구에 출마해 당선되면서 4선 고지에 올랐다.
2020년 제21대 국회의원 선거에서 미래통합당의 공천을 받아 사하구 을 선거구에 다시 출마했으며 당선되면서 5선 국회의원이 되었다.
2024년 제22대 국회의원 선거에서 국민의힘의 공천을 받아 사하구 을 선거구에 출마를 하였다. 선거 결과 55.62%의 득표율로 당선되면서 6선 국회의원이 되었다.

## 학력
- 1980년 부산신평국민학교 졸업
- 1983년 사하중학교 졸업
- 1986년 경남고등학교 졸업
- 1990년 부산대학교 토목공학 학사
- 1992년 부산대학교 대학원 토목공학 석사
- 1995년 부산대학교 대학원 토목공학 박사

## 경력
- 1988년: 제13대 국회의원 목록 통일민주당 노무현 부산 동구 국회의원 후보 선거운동원
- 노무현 국회의원 비서관
- 부산전문대학 강사
- 통합민주당 부산광역시 지부 중소기업육성특별위원회 위원장
- 1995년~1997년: 통합민주당 부산광역시 지부 사하구 갑 지구당위원장
- 한나라당 자문위원
- 2000년: 제16대 국회의원 선거 부산 사하구 을 한나라당 국회의원 예비후보
- 2000년: 새천년민주당 부대변인
- 2000년~2003년: 새천년민주당 부산광역시 지부 사하구 을 지구당위원장
- 신평-장림-다대간 지하철건설추진위원회 위원장
- 민주평화통일자문회의 자문위원(정몽구 위원장)
- 2004년 5월~: 제17·18·19·20·21·22대 국회의원(부산 사하구 을, 6선)
  - 2004년 5월 30일 대한민국 제17대 국회의원 선거 당선(부산 사하구 을, 열린우리당, 초선)
  - 2008년 4월 9일 대한민국 제18대 국회의원 선거 당선(부산 사하구 을, 통합민주당, 재선)
  - 2012년 4월 11일 대한민국 제19대 국회의원 선거 당선(부산 사하구 을, 민주통합당, 3선)
  - 2016년 4월 13일 대한민국 제20대 국회의원 선거 당선(부산 사하구 을, 새누리당, 4선)
  - 2020년 4월 15일 대한민국 제21대 국회의원 선거 당선(부산 사하구 을, 미래통합당, 5선)
  - 2024년 4월 10일 대한민국 제22대 국회의원 선거 당선(부산 사하구 을, 국민의힘, 6선)[1]
- 노무현 대통령직인수위원회 기획조정분과 자문위원
- 대통령직속 국가균형발전위원회 자문위원
- 열린우리당 부산광역시당 동북아물류항만특별위원회 위원
- 열린우리당 부산과학기술협의회 특별회원
- 열린우리당 인사위원회 위원
- 열린우리당 중앙위원회 위원
- 열린우리당 중앙당 청년위원회 운영위원
- 열린우리당 원내부대표
- 열린우리당 부산광역시당 사회복지위원장
- 열린우리당 부산광역시당 청년위원장
- 열린우리당 예산결산위원회 위원장
- 민주당 부산광역시당 위원장
- 제18대 국회 후반기 지식경제위원회 간사
- 국회 정치개혁특별위원회 위원
- 민주통합당 정책위원회 부의장
- 민주당 최고위원
- 새정치민주연합 최고위원
- 민주통합당·민주당·새정치민주연합·더불어민주당 부산광역시당 사하구 을 지역위원회 위원장
- 국회 사회공헌포럼 대표위원
- 제19대 국회 후반기 산업통상자원위원회 위원장
- 제20대 국회 전반기 기획재정위원회 위원장
- 새누리당 부산광역시당 사하구 을 당원협의회 위원장
- 새누리당 인재영입위원장
- 자유한국당 인재영입위원장
- 자유한국당 제7회 전국동시지방선거 중앙선거대책위원회 부위원장
- 제20대 국회 후반기 4차 산업혁명 특별위원회 위원
- 제20대 국회 후반기 문화체육관광위원회 위원
- 제20대 국회 후반기 예산결산특별위원회 위원
- 자유한국당 부산광역시당 사하구 을 당원협의회 위원장
- 자유한국당 수석최고위원
- 자유한국당 국가정상화 특별위원회 위원장
- 자유한국당 재정위원회 고문
- 미래통합당 수석최고위원
- 미래통합당 부산광역시당 사하구 을 당원협의회 위원장
- 제21대 국회의원 선거 미래통합당 중앙선거대책위원회 부산·울산·경남권역 선대위원장
- 제21대 국회의원 선거 미래통합당 부산광역시당 2020 통합 선거책위위원회 공동선거대책위원장
- 국민의힘 부산광역시당 사하구 을 당원협의회 위원장
- 제21대 국회 전반기 교육위원회 위원
- 자유경제 포럼 구성의원
- 제21대 국회 전반기 교육위원회 예산결산기금심사소위원회 위원
- 제21대 국회 전반기 교육위원회 청원심사소위원회 위원장
- 한-중동 의회외교포럼 공동회장
- 국민의힘 2021년 재보궐선거 중앙선거대책위원회 부산동행 공동부위원장
- 제21대 국회 전반기 예산결산특별위원회 위원
- 국민의힘 홍준표 제20대 대통령 선거 예비후보 jp희망캠프 선거대책위원장단 공동선거대책위원장 겸 부산광역시 선거대책위원장 겸 총괄선대본부장
- 제20대 대통령 선거 국민의힘 선거대책위원회 중앙선거대책위원회 선거대책위원장단 공동선거대책위원장
- 제20대 대통령 선거 국민의힘 살리는 선거대책위원회 부산 선거대책위원회 선거대책위원장단 총괄선거대책위원장
- 국민의힘 제20대 대통령 선거 선거대책본부 공동직능본부장
- 제20대 대통령 선거 국민의힘 부산 살리는 선거대책위원회 선거대책위원장단 총괄선거대책위원장 겸 기업경제살리기특별위원장
- 국민의힘 제8회 전국동시지방선거 부산 선거대책위원회 공동선대위원장
- 국민의힘 부산광역시당 위원장
- 제21대 국회 후반기 교육위원회 위원
  - 제21대 국회 후반기 교육위원회 법안심사소위원회 위원
- 한-일 의회외교포럼 공동회장
- 한-대만 의원친선협회 회장
- 한국아동인구환경의원연맹 고문
- 사단법인 한일의원연맹 고문
- 사단법인 청년과 미래 고문위원
- 국민의힘 뉴시티프로젝트 특별위원회 위원장
- 제22대 국회의원 선거 국민의힘 부산광역시당 선거대책위원회 총괄선대위원장
- 국민의힘 정책위원회 산하 시급한 민생 현안 해결을 위한 AI·반도체특별위원회 위원
- 제22대 국회 전반기 농림축산식품해양수산위원회 위원
  - 제22대 국회 전반기 농림축산식품해양수산위원회 해양수산법안심사소위원회 위원
  - 제22대 국회 전반기 농림축산식품해양수산위원회 청원심사소위원회 위원장
- 미래 국토인프라혁신 포럼 구성의원
- 국회 인공지능 포럼 : 첨단기술과 사회·문화적 가치의 정립 구성의원
- 국가혁신전략포럼 구성의원
- 국민의힘 격차해소특별위원회 위원장
- (사)한국아동·인구·환경의원연맹 고문
- (사)대한민국청소년의회 자문위원
- 국민의힘 부산광역시당 2024년 하반기 재보궐선거 부산광역시 금정구청장 보궐선거 선거대책위원회 공동선대위원장

## 역대 선거 결과
|  | 15.51% |

|  | 17.50% |

|  | 39.13% |

|  | 44.89% |

|  | 58.19% |

|  | 59.65% |

|  | 58.79% |

|  | 55.62% |

## 같이 보기
- 사하구 을
- 부산 사하구의 국회의원

## 소속 정당
| 소속 정당 | 소속 정당      | 소속 기간 | 비고      |
| --------- | -------------- | --------- | --------- |
|           | 통일민주당     | 1988~1990 | 정계 입문 |
|           | 무소속         | 1990      | 탈당      |
|           | 민주당         | 1990~1991 | 창당      |
|           | 민주당         | 1991~1995 | 합당      |
|           | 통합민주당     | 1995~1996 | 합당      |
|           | 민주당         | 1996~1997 | 당명 변경 |
|           | 한나라당       | 1997~2000 | 합당      |
|           | 무소속         | 2000      | 탈당      |
|           | 새천년민주당   | 2000~2003 | 입당      |
|           | 무소속         | 2003      | 탈당      |
|           | 열린우리당     | 2003~2007 | 창당      |
|           | 무소속         | 2007      | 탈당      |
|           | 대통합민주신당 | 2007~2008 | 창당      |
|           | 통합민주당     | 2008      | 합당      |
|           | 민주당         | 2008~2011 | 당명 변경 |
|           | 민주통합당     | 2011~2013 | 합당      |
|           | 민주당         | 2013~2014 | 당명 변경 |
|           | 새정치민주연합 | 2014~2015 | 합당      |
|           | 더불어민주당   | 2015~2016 | 당명 변경 |
|           | 무소속         | 2016      | 탈당      |
|           | 새누리당       | 2016~2017 | 복당      |
|           | 자유한국당     | 2017~2020 | 당명 변경 |
|           | 미래통합당     | 2020      | 합당      |
|           | 국민의힘       | 2020~현재 | 당명 변경 |